# Hrada (obwód tarnopolski)
Hrada, Grada (ukr. Града) – wieś na Ukrainie w rejonie krzemienieckim należącym do obwodu tarnopolskiego.